# 孙汉殷
孙汉殷（？—951年），《旧五代史》为赵弘殷避讳写作孙汉英，五代十国后唐、后晋、后汉、后周将领。
父亲孙重进，在李克用、李存勖麾下为大将，赐姓，名李存进。孙汉英是孙重进第三子，年轻时参军，官至都将，曾为东面马步军都指挥使。清泰初年，兴元节度使张虔钊与李从珂决裂，以其地臣服后蜀，孙汉英之兄孙汉韶，时为洋州节度使，因被阻隔，也归降后蜀，于是孙汉英与弟弟孙汉筠很久不得升迁。后汉乾祐年间，郭威西征蒲州李守贞、雍州赵思绾，表奏孙汉英为军中指挥使。蒲州、雍州平定后，班师，汉隐帝以孙汉英为绛州刺史、检校司徒。广顺元年冬，在京师开封府去世。